# Мірамістин
Мірамістин (лат. miramistin, myramistin) — лікарський препарат, що належить до групи катіонних антисептиків, поверхнево-активних речовин (четвертинні амонієві сполуки) і має протимікробну, протизапальну та місцеву іммуноадьювантну дію. Препарат активний відносно різних патогенних мікроорганізмів, зокрема вірусів, грибків, бактерій і найпростіших. Місцевий імуностимулювальний вплив препарату забезпечується за допомогою активації функції фагоцитарних клітин (фагоцитів і макрофагів). Молекули препарату впливають на зовнішню оболонку мікробної клітини, що призводить до її руйнування і загибелі.
Препарат радянського походження. В Україні випускається заводом «Дарниця».

## Загальна інформація
Мірамістин має бактерицидну дію щодо різних видів аеробних і анаеробних бактерій, причому як у вигляді монокультур, так і мікробних асоціацій, включаючи госпітальні штами з полірезистентністю до антибіотиків. При зовнішньому використанні мірамістин не всмоктується через шкіру і слизові оболонки. Наразі препарат застосовується в різних областях медицини, зокрема в хірургії, стоматології, травматології, дерматології, венерології. Враховуючи концентрацію розчину, мірамістин може використовуватися як безпечний антисептичний засіб для дітей.

## Властивості
За фізичними властивостями — це безбарвна прозора рідина, що піниться при струшуванні. Активна речовина препарату — бензилдиметил [3-(миристоїламіно)пропіл] амоній хлорид моногідрат, допоміжна речовина — очищена вода. Концентрація розчину для місцевого застосування — 0,01 %.

## Історія створення
Розробки препарату розпочалися в 1980-ті роки, коли в рамках програми «Космічні біотехнології» почалися масштабні наукові дослідження по створенню антисептичного препарату для космонавтів орбітальних станцій. Задача виявилася неймовірно складною. Новий препарат, враховуючи замкнутий простір і високу температуру у відсіках орбітальної станції, повинен був ефективно боротися з різними видами бактерій, вірусів і грибків і при цьому залишатися безпечним для людини при тривалому багаторазовому застосуванні[відсутнє в джерелі].
З'явилася і ще одна важлива умова: новий препарат повинен бути також ефективний відносно штамів бактерій, резистентних до антибіотиків. Роботи по створенню ліків йшли в рамках національної космічної програми. У ході тривалих експериментів вчені-хіміки провідних НДІ країни синтезували тисячі з'єднань, поки не зупинилися на певній речовині. Саме вона через кілька років отримала застосування під назвою мірамістин. Первинне вивчення мікробіологічної активності препарату проводилося в Криму, на кафедрі мікробіології і вірусології Кримського державного медичного університету ім. С. В. Георгіївського.
Доклінічні дослідження препарату, який тоді називався БХ-14, так само, як і всі роботи з пошуку нового речовини, що проводилися під керівництвом відомого російського вченого-мікробіолога, автора великої кількості наукових праць і підручників з мікробіології, академіка РАМН, професора Юрія Кривошеїна, спільно з к. х. н. Адоліною Рудько.
До середини 1980-х років препарат вже пройшов доклінічні випробування і був готовий до клінічного застосування на людях. Початок апробації лікарського засобу значною мірою сприяло проведення Олімпіади в Москві. До цього часу дослідження показали, що БХ-14 ефективно бореться з інфекціями, що передаються статевим шляхом. Дозвіл «форсувати» клінічні дослідження препарату прямо перед Олімпіадою прийняв особисто тодішній міністр охорони здоров'я Борис Петровський. Пізніше були проведені додаткові повномасштабні дослідження препарату по всій країні.
Зміна клінічної картини у 1982 році щодо лікування деяких захворювань, викликаних мікробами, розширила «лінійку» застосування препарату: мірамістин використовувався для місцевої терапії патологічних станів ЛОР-органів, для лікування герпесу[відсутнє в джерелі] різних типів, а також в комбустіології, акушерстві та гінекології.
Початком нового етапу існування препарату став 1991 рік — час офіційної реєстрації ліків. Спочатку препарат випускався під назвою «Інфасепт», яке трохи пізніше було замінено на сучасний варіант — мірамістин.
Потрібно зазначити, що дія препарату вивчалась в різних НДІ в Росії, серед яких — Інститут вірусології ім. Д. І. Івановського РАМН, Московська медична академія ім. І. М. Сєченова, НДІ СП ім. Н. Ст. Скліфосовського та інші, які дали позитивну оцінку ефективності мірамістину щодо ВПГ, венеричних захворювань та ВІЛ. На підставі отриманих дослідницьких матеріалів, які були представлені Фармакологічному комітету МОЗ, отримано дозвіл на проведення клінічних випробувань мірамістину (розчину 0,01 %) як місцевого засобу для проведення індивідуальної профілактики венеричних захворювань у людей. У той же час у п'яти провідних дерматовенерологічних центрах проведені випробування показали оптимальний рівень профілактичної ефективності препарату. Саме тому індивідуальне використання мірамістину для профілактики і лікування венеричних хвороб було дозволено наказом Міністерства охорони здоров'я № 139 від 31 травня 1991 року. Перша партія препарату була запущена у виробництво вже в 1993 році на базі аптеки медичного центру Управління справами Президента Росії.
У 1994—1999 роках проводяться різнобічні дослідження мірамістину в різних областях: отоларингології, акушерстві та гінекології, комбустіології, гастроентерології. До прикладу, можна відзначити, що запальні процеси біляносових пазух складають значну частку всіх ЛОР-захворювань (майже 36 %). Саме тому було проведено вивчення активності препарату при різних формах синуситів (етмоїдиту, гаймориту), що підтвердило позитивний ефект використання 0,01%-го розчину мірамістину в порівнянні із звичайними антисептиками. Місцем клінічних випробувань стали кафедри Кримського державного медичного університету і Курського державного медичного університету, після чого результати досліджень представлені на міському науково-практичному семінарі в НДІ швидкої допомоги ім. Н. В. Скліфосовського.
1990-ті роки ознаменувалися новим етапом «просування» мірамістину у такій важливій сфері, як акушерство і гінекологія. В результаті проведених досліджень виявлена висока ступінь антимікробної активності препарату стосовно анаеробної флори, що сприяло швидкому клінічному одужанню пацієнток. В цей же час про перспективні методики застосування лікувального засобу в комбустіології заговорили в своїх наукових роботах професор С. В. Смірнов, професора Л. П. Логінів та М. В. Шахламов. На базі Науково-дослідного інституту швидкої допомоги ім. Н. В. Скліфосовського за допомогою мірамістину проводилася профілактика нагноєння опікових ран різного ступеня та площі ураження на ранніх термінах після травми. Після застосування препарату у більшості пацієнтів з опіками 1—2 ступеня вдалося домогтися загоєння первинним натягом за тиждень (7/9 днів) з моменту отримання опіку. Застосування мірамістину дозволяло попереджати гнійне розплавлення шкірних клаптів, покращувати загальний стан хворих і знижувати ступінь інтоксикації.
У самостійний напрям виробництво мірамістину було виділено в 1995 році. На сьогоднішній день ліцензії на виробництво препарату отримані кількома російськими компаніями, виробництва яких відповідають міжнародним стандартам GMP. В Україні випускається заводом «Дарниця».

## Фармакологічна дія
Мірамістин містить четвертинний амонійний катіон, антисептичну дію якого добре вивчено. Мірамістин має антимікробну дію, при місцевому застосуванні не всмоктується через слизові оболонки та шкіру. Препарат активний проти госпітальних штамів, у тому числі резистентних до антибіотиків. Мірамістин має властивості катіонного детергенту і взаємодіє з ліпідним шаром мембран мікроорганізмів, викликаючи їх руйнування і збільшуючи проникність, що, в кінцевому рахунку, індукує цитоліз. Препарат має виражену бактерицидну дію відносно аеробних і анаеробних бактерій, грампозитивних (Staphylococcus spp., Streptococcus spp., Streptococcus pneumoniae, Bacillus subtilis, Bacillus anthracoides) і грамнегативних мікроорганізмів (Neisseria spp., Shigella spp., Pseudomonas aeruginosa, Escherichia coli, Klebsiella spp., Salmonella spp., Vibrio spp.), як у вигляді монокультур, так і у вигляді асоціацій (синьогнійна паличка і стафілокок, ешерихії та стафілококи), включаючи госпітальні штами, що володіють полірезистентністю до антибіотиків.
Мірамістин проявляє протигрибкову дію на аскоміцети роду Aspergillus і роду Penicillium, дріжджові (Rhodotorula rubra, Torulopsis gabrata і т. д.) і дріжджоподібні гриби (Candida albicans, Candida tropicalis, Candida krusei, Pityrosporum orbiculare (Malassezia furfur) і т. д.), дерматофіти (Trichophyton rubrum, Trichophyton mentagrophytes, Trichophyton verrucosum, Trichophyton schoenleini, Trichophyton violacent, Epidermophyton Kaufman-Wolf, Epidermophyton floccosum, Microsporum gypseum, Microsporum canis т.д.), а також на інші патогенні гриби, у вигляді монокультур і мікробних асоціацій, включаючи грибкову мікрофлору з резистентністю до хіміотерапевтичних препаратів.
Слід також зазначити, що мірамістин має противірусну дію, активний відносно складних вірусів (віруси герпесу, вірус імунодефіциту людини та ін) і діє на збудників захворювань, що передаються статевим шляхом (Chlamydia spp., Treponema spp., Trichomonas vaginalis, Neisseria gonorrhoeae).
Препарат посилює функціональну активність імунних клітин, стимулюючи місцевий (неспецифічний) імунітет, прискорює процес загоєння ран, знижуючи при цьому резистентність патогенних мікроорганізмів до антибактеріальної терапії. Стимулює захисні реакції у місці застосування, за рахунок активації поглинальної і переварювальної функції фагоцитів, потенціює активність моноцитарно-макрофагальної системи. Володіє вираженою гіперосмолярною активністю, внаслідок чого купірує ранове і перифокальне запалення, абсорбує гнійний ексудат, сприяючи формуванню сухого струпа. Не пошкоджує грануляції і життєздатні клітини шкіри, не пригнічує крайову епітелізацію.
Не має місцево-подразнювальну дію та алергізуючих властивостей.
В результаті імунологічного дослідження завідувача кафедри, д.м.н., професора Аванесова А. М. і Калантарова Р. К. в групі досліджуваних з діагнозом ХГКГ виявлено, що Мірамістин сприяє відновленню основних параметрів місцевого імунітету та взаємозв'язків між клітинними і гуморальними механізмами захисту порожнини рота.

## Показання до застосування
Хірургія, травматологія: профілактика нагноєнь і лікування гнійних ран. Лікування гнійно-запальних процесів опорно-рухового апарату.
Комбустіологія: лікування поверхневих і глибоких опіків II і IIIA ступеня, підготовка опікових ран до дерматопластики.
Дерматологія: лікування і профілактика піодермій та дерматомікозів, кандидозів шкіри і слизових оболонок, мікозів стоп.
Оториноларингологія: комплексне лікування гострих і хронічних отитів, гайморитів, тонзилітів, ларингітів.
Стоматологія: лікування та профілактика інфекційно-запальних захворювань порожнини рота: стоматитів, гінгівітів, пародонтитів, періодонтитів. Гігієнічна обробка знімних протезів.
Акушерство-гінекологія: профілактика та лікування нагноєння післяпологових травм, ран промежини та вагіни, післяпологових інфекцій, запальних захворювань (вульвовагініт, ендометрит).
Урологія: комплексне лікування гострих і хронічних уретритів і уретропростатитів специфічної (хламідіоз, трихомоніаз, гонорея) і неспецифічної природи.
Венерологія: індивідуальна профілактика захворювань, що передаються статевим шляхом (сифіліс, гонорея, хламідіоз, трихомоніаз, генітальний герпес, генітальний кандидоз і ін).

## Протипоказання
Індивідуальна непереносимість препарату.

## Застосування при вагітності
Оскільки резорбція препарату практично відсутня, дозволяється застосування Мірамістину в період вагітності або годування груддю.

## Побічні ефекти
В окремих випадках можливе короткочасне відчуття печіння, що зникає самостійно через 15—20 секунд і не потребує відміни препарату. При підвищеній чутливості до мірамістину можуть виникати явища місцевого подразнення шкіри: свербіж, гіперемія, відчуття печіння, сухість шкіри.

## Аналогічні препарати
Мірамістин є 100%-м оригінальним препаратом, який не має наразі дженериків.